# 多晶片模組

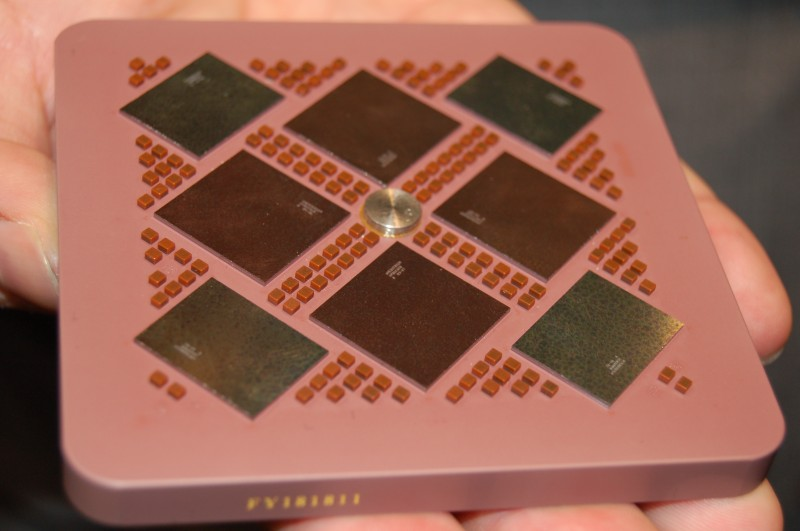
POWER5 MCM 有4個處理器

多晶片模組，簡稱MCM（Multi-Chip Module），是一種裸晶（die）、晶片、積體電路的包裝、封裝技術（Package），此種封裝技術能在一個封裝內容納兩個或兩個以上的裸晶，而在此技術未發創前，一個封裝內多半只有一個裸晶。
IBM 在 1980 年代为数据中心和企业应用推出了多晶片模組。MCM依據製造方式的不同而有不同的類型，差別主要在於高密度互連（High Density Inteconnection；HDI）基板（Substrate）的形成方式：
- MCM-L（Laminated MCM）層壓式MCM，基板部分用多層的薄型印刷電路板（Printed Circuit Board；PCB）所構成。
- MCM-D（Deposited MCM）堆積式MCM，將多片使用薄膜技術製成的基板加以疊堆而成。
- MCM-C（Ceramic Substrate MCM）陶瓷基板式MCM。

## 使用MCM技術的舉例
- 1970年代，IBM的Bubble memory
- 2001年，IBM Power4 双核处理器，最大支持8核心，就是4块双核Power4 以及附加的 L3 高速缓存裸晶的MCM
- Intel的Pentium D（研發代號：Presler）[1]，以及Intel的Xeon（研發代號：Dempsey、Clovertown）
- Sony的Memory Stick記憶卡。
- Xbox 360電視遊樂器內的圖形處理器：Xenos
- AMD的Ryzen (核心代號:Matisse)，以及AMD的EPYC  屬於Zen 2架構
- AMD Instinct的MI 系列GPU基於CDNA 2架構，是由一個或兩個圖形計算晶片 (GCD) 晶片組成的 MCM。
- AMD的Radeon RX 7000系列GPU以RDNA 3架構為基礎，是具有一個GCD和最多六個記憶體快取記憶體晶片(MCD)的MCM。
- Intel Xe Ponte Vecchio GPUs
- Intel的Meteor Lake CPUs
- 任何其他帶有高頻寬記憶體的處理器
- Apple的M series配備CPU和記憶體
- Intel的Lunar Lake配備CPU和記憶體

## 外部連結
- ChipSip Tech - SiP 封裝技術與SoP封裝技術的比較 （英文）
- Multichip Module Technology (MCM) or System on a Package (SoP) - MCM封裝技術與SoP封裝技術的比較 （英文）
- Multi-Chip CMAC微技術公司：MCM （英文）

1. ↑  http://www.theinquirer.org/?article=25746 （页面存档备份，存于）]